# Ivo Cassol
Ivo Cassol (Concórdia, Santa Catarina, 20 de enero del 1959) es un político brasileño. Es gobernador de Rondonia y exalcalde de Rolim de Moura. Electo como gobernador por el PSDB, se marchó al PPS en el 2005, tras ser expulsado de su antiguo partido. Pese a la expulsión, en las elecciones a la gobernadoría del 2006 volvió a ser el vencedor sin necesidad de segunda vuelta, con un 54% de los votos.
| Predecesor: José de Abreu Bianco | Gobernador del estado de Rondônia 2003 - ... | Sucesor: Actualmente en el cargo |

- Datos: Q9010152
- Multimedia: Ivo Cassol / Q9010152